# Tête de cadavre
Tête de cadavre est un tableau réalisé par Charles-Émile Callande de Champmartin, conservé depuis 1937 à l'Institut d'art de Chicago.
Une hypothèse émise en 2012, officialisée ensuite par l'Institut de Chicago, en ferait le dernier portrait de Théodore Géricault, mort à trente-deux ans le 26 janvier 1824.

## Le tableau
Le tableau est une huile sur toile de dimensions 45,6 × 55,6 cm ; non daté, il est signé en haut à gauche en gras en rouge « E. Champmartin ». Le site de la Réunion des musées nationaux le présente comme « Tête de mort, étude » datant de 1818-1819.
L'œuvre est conservée depuis 1937 à l'Institut d'art de Chicago. Une réplique, ou peut-être la version princeps, de dimensions quasi identiques (46,5 × 55,2 cm) et avec la même signature, existe dans une collection particulière à Paris. Un dessin à l'encre de Chine et rehauts de gouache blanche (collection particulière, Limoges) a dû précéder la réalisation des toiles.

### Description
Le visage du mort est vu par son profil droit. La tête est un peu penchée en arrière, faisant ressortir la pomme d'Adam ; la face est glabre et sans sourcils, le crâne est chauve ou rasé. Le visage apparait décharné, la joue est creuse, rendant l'os malaire et la pommette bien dégagés ; la mandibule, notamment au niveau de son angle, est forte, avec un menton « en galoche ». Les yeux restent ouverts mais sont enfoncés dans les orbites avec un rebord osseux sus-orbitaire prononcé. Le nez est busqué, la bouche est entrouverte sans dentition visible. On peut même se demander si les dents n’ont pas été arrachées.
Le crâne, le visage et le cou ont une teinte jaunâtre ou bleuâtre selon les endroits ; à l'évidence, le peintre a voulu représenter un cadavre, mort probablement depuis plusieurs jours, comme semble l'indiquer sa coloration. La tête surélevée s'enfonce dans un gros oreiller, avec une sorte de capuche englobant sa partie postérieure ; des draps repliés recouvrent le thorax jusqu'au cou et aux épaules.

### Provenance
L'historique des ventes est précisé sur le site de l'Institut d'art de Chicago :  
- collection Champmartin, vente 1884
- vente Renié et Champmartin, 1888
- collection Foinard, vente avant la Première Guerre mondiale à Richard Goetz
- mise sous séquestre par l'État français de la collection parisienne de Richard Goetz, de nationalité allemande
- vente de la collection séquestrée à Paris en 1922, rachat par Richard Goetz
- vente par l'intermédiaire de l'agent parisien J. Rosner à l'Institut d'Art de Chicago en novembre 1937, collection Albert A. Munger

### Principales expositions
- Paris, Galerie Bernheim-Jeune, « Géricault, peintre et dessinateur », 1937
- Art Institute of Chicago, 1938-1939
- Paris, Musée de l'Orangerie, « De David à Toulouse-Lautrec : chefs-d'œuvre des collections américaines », 1955
- Londres, Victoria and Albert Museum, « Berlioz and the Romantic Imagination », 1969
- Los Angeles County Museum of Art, Detroit Institute of Arts, Philadelphia Museum of Art, « Géricault », 1971-1972
- Berlin, Staatliche Museen Preussischer Kulturbesitz, « Bilder von Menschen in der Kunst des Abendlandes », 1980
- Paris, Galeries nationales du Grand Palais, « Géricault », 1991-1992[2]
- Paris, Musée d'Orsay, « Crime et châtiment », 2010 [6]
- Clermont-Ferrand, musée d'Art Roger-Quilliot, « Géricault, au cœur de la création romantique », 2012[3]

## Controverses

### Controverse sur l'auteur du tableau
Dans la littérature d'avant 1986, tous les auteurs avaient publié l'œuvre comme étant de Géricault, en la datant de 1818-1819. On sait qu’à cette période Géricault préparait Le Radeau de la Méduse et avait dans son atelier des têtes et des membres humains sectionnés ; plusieurs élèves, disciples ou assistants, dont Dedreux-Dorcy, Louis-Alexis Jamar (1800-1865), Montfort, Lehoux, Robert-Fleury, Steuben et Champmartin, travaillaient à ses côtés. De ces années datent de nombreuses études de têtes de cadavres et de fragments anatomiques en dessin et en peinture. Bien que non signées, certaines sont indubitablement de la main de Géricault, et ont été vues et admirées par Delacroix. En 1978, Philippe Grunchec a envisagé que Champmartin soit l'auteur du tableau de Chicago. Cette thèse n'a pas été acceptée immédiatement par tous les experts, mais s'est trouvée confirmée par le nettoyage du tableau les 29 et 30 octobre 1985 faisant apparaître la signature de Champmartin. C'est en 1987 qu'a été publiée cette découverte, puis en 1991 dans la réédition augmentée de l'ouvrage de Philippe Grunchec, qui, depuis, n'a plus été remise en question.

### Controverse sur le personnage représenté
Dans les catalogues des ventes Champmartin de 1884 et 1888, le tableau est intitulé « Godefroy, graveur, sur son lit de mort », par confusion avec un tableau existant mais dont la localisation n'était plus connue. Il a ensuite été souvent décrit simplement comme « Tête de supplicié ». À l'occasion de l'exposition Géricault au Grand Palais de 1991, le tableau venu de Chicago est présenté en même temps que sa réplique parisienne, de nouveau avec l'étiquette « peut-être Portrait du graveur Godefroy sur son lit de mort ». Cette mention est reprise en 1996. Le graveur François Godefroy était mort à Paris le 28 avril 1819, trois mois avant la terminaison par Géricault du Radeau de la Méduse. Le mystère sur ce personnage et son portrait post-mortem a été résolu lorsque le vrai tableau « François Godefroy sur son lit de mort » est réapparu près de deux siècles après sa création, à l'occasion de la vente d'une collection particulière parisienne,.
Une hypothèse émise en 2012 a fait du tableau de l'Institut d'art de Chicago la figure de Théodore Géricault sur son lit de mort,, et c'est ainsi que le tableau est désormais présenté par cette institution. Le principal argument donné pour cette identification est que « les traits du vieil homme sont en fait ceux de Géricault lui-même, peint après l'opération de moulage qui nécessita sans doute une toilette funèbre ». Les biographies de Géricault indiquent qu'il est mort à trente-deux ans le 26 janvier 1824 à six heures du matin et qu'il a été inhumé dans la matinée du 28. Des scellés ont été apposés dans son appartement en fin de matinée le 26 à la demande de Louis Bro, ami très proche, propriétaire de l'immeuble, voisin de Géricault, et militaire prenant toutes les affaires administratives en main puisque le père de Géricault en était incapable. Aucune visite extérieure n'est mentionnée, bien qu'un masque mortuaire ait été réalisé. Delacroix a été averti par courrier le 27 au matin, mais ne s'est pas rendu sur place. La présence de Champmartin, au cas où il aurait pu être prévenu à temps, n'est pas avérée ; et, dans ce moment de grande émotion, aurait-il pensé à prendre avec lui ses outils de peintre ? La motivation pour réaliser un portrait non commandité dans de telles circonstances est une affaire très personnelle (cf. Portrait post-mortem en peinture : motivations et questions morales).
Si l'on admet que Géricault ait pu être entièrement rasé (barbe, moustache, sourcils et crâne) après le moulage en plâtre, la ressemblance entre son visage et celui du tableau reste d'ordre subjectif, et hors du cadre surtout scientifique de l'expertise,. Par ailleurs, les couleurs utilisées sont plus proches de celles des têtes de suppliciés des années 1818-1819 que de celle d'un mort récent avant sa mise en bière : selon les données de la médecine légale, le teint gris, verdâtre, brun ou jaunâtre, dû au développement de moisissures, n'apparaît jamais sur les cadavres avant le quatrième jour suivant la mort.

## Autres exemples de têtes de cadavres

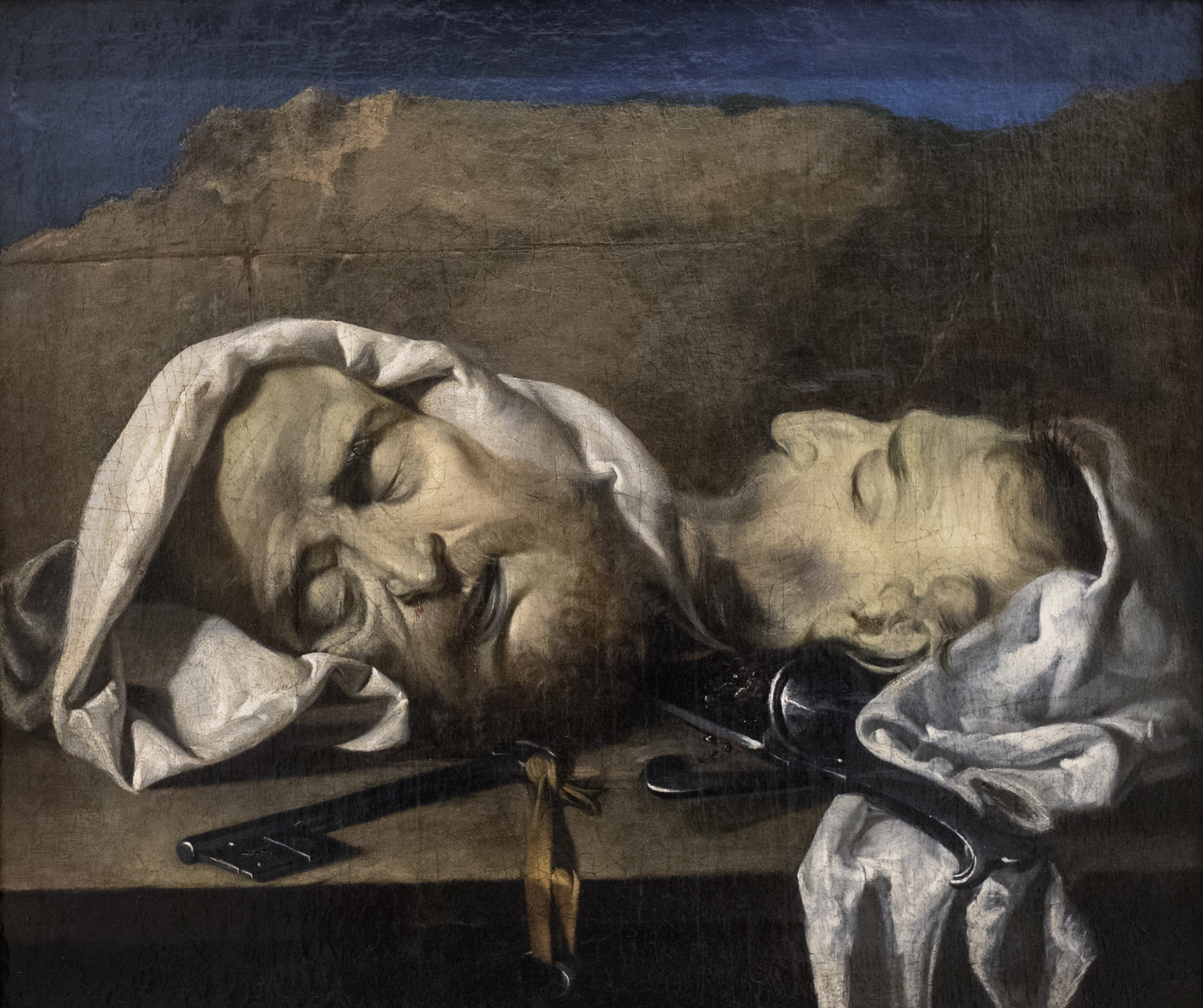
Peintre anonyme, Les Têtes de saint Pierre et de saint Paul, musée d'Art et d'Histoire Baron-Gérard, 2e moitié du XVIIe siècle

Les scènes de décollation et les têtes coupées de la peinture mythologique et religieuse de l'époque baroque sont les plus impressionnantes et les plus reproduites. Les victimes ont généralement de longs cheveux, ce qui permet à l'exécuteur ou l'exécutrice de leur maintenir la tête pendant la décollation, puis de brandir le trophée. Plus tard, la généralisation de la décapitation par la guillotine, devenue un symbole d'horreur sous la Terreur, a eu au tournant des XVIIIe – XIXe siècles des conséquences allant de la mode capillaire aux plaidoyers contre la peine de mort, ; en art, ce fut ce que Germain Bazin a appelé le « romantisme du décapité », dont la Symphonie fantastique de Berlioz de 1830 est l'exemple le plus universellement connu. En dessin et peinture, plusieurs artistes ont contribué au genre, mais c'est surtout Géricault qui en est l'artisan le plus remarquable et le plus impliqué. La « dernière toilette » du condamné voulait qu'il ait les cheveux courts, ce qui explique les cheveux très courts ou rasés des suppliciés de l'atelier de Géricault.
Le Rijksmuseum possède un dessin attribué à Géricault dit « Tête de moine » ou « Tête d'Alfieri » lors de son acquisition en 1953, maintenant « Tête d'un homme regardant vers le bas » ; l'attribution a été réfutée par Germain Bazin, qui en fait le "portrait d'un homme malade, fait d'après le masque mortuaire de Géricault", mais le décrit aussi comme "portrait imaginaire d'un moine, reconnaissable à sa capuche".
Quelques têtes de cadavres des années 1818-1819 de Géricault et son cercle ont des caractères communs avec le portrait peint par Champmartin, notamment l'allure acromégaloïde et l'absence de toute pilosité. Aucune n'est datée ni signée, si bien qu'à l'exemple de l'hypothèse émise en 2012 pour « Théodore Géricault sur son lit de mort », il reste encore à faire beaucoup d'autres recherches pour les identifier et les attribuer.

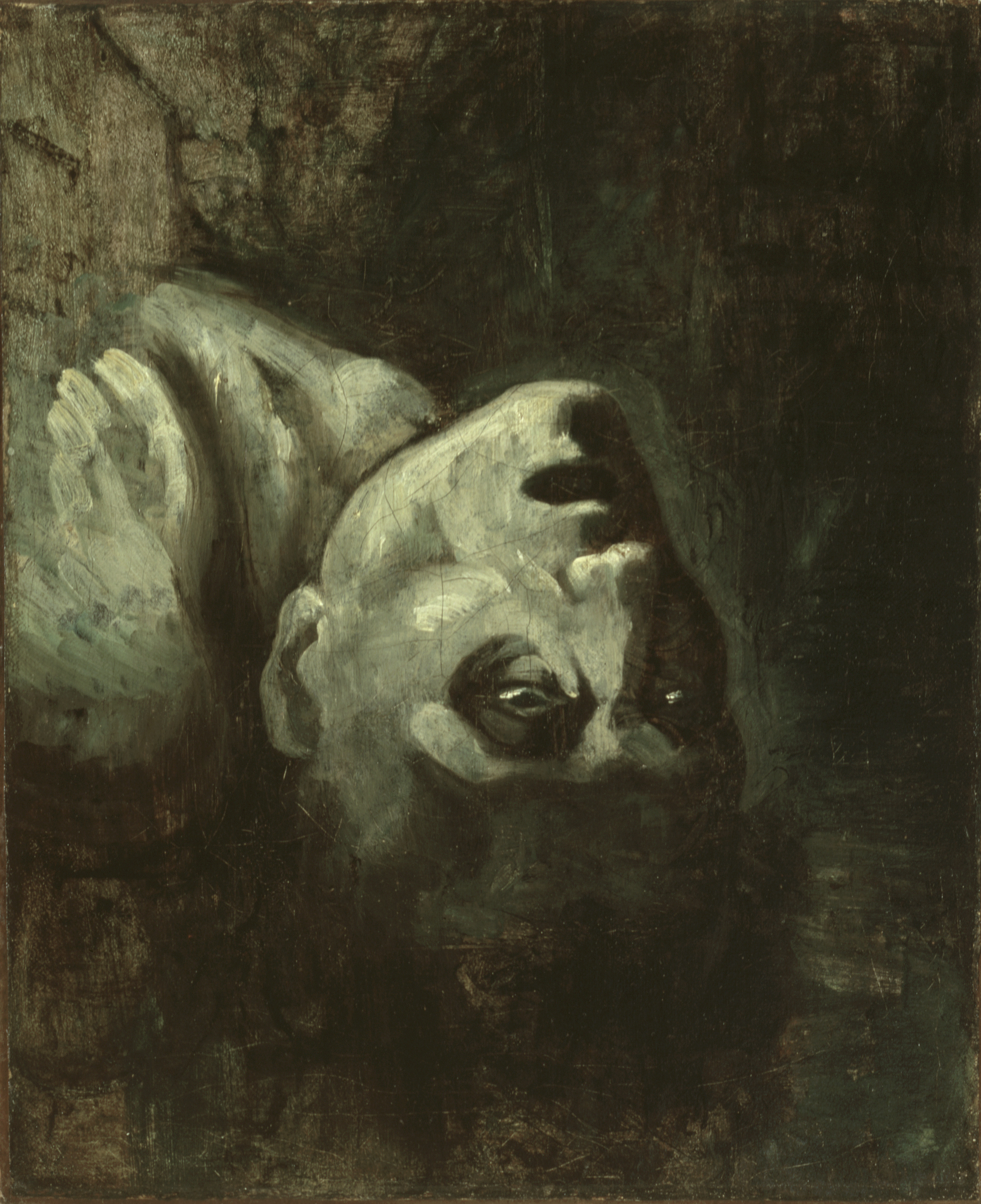
Cercle de Géricault, Tête d'un homme noyé, Saint Louis Art Museum
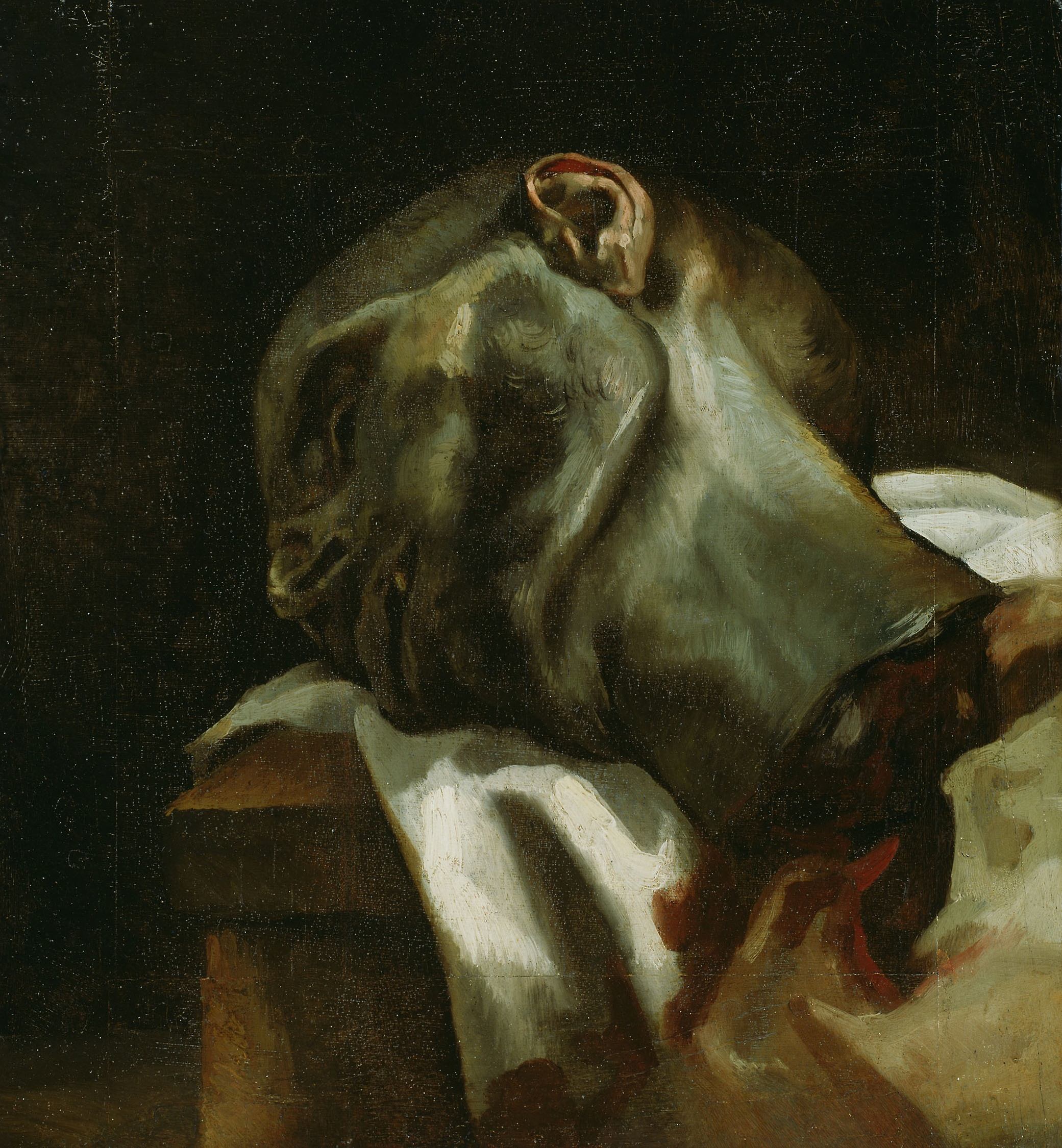
Géricault (?), Tête d'un homme guillotiné, Art Institute of Chicago
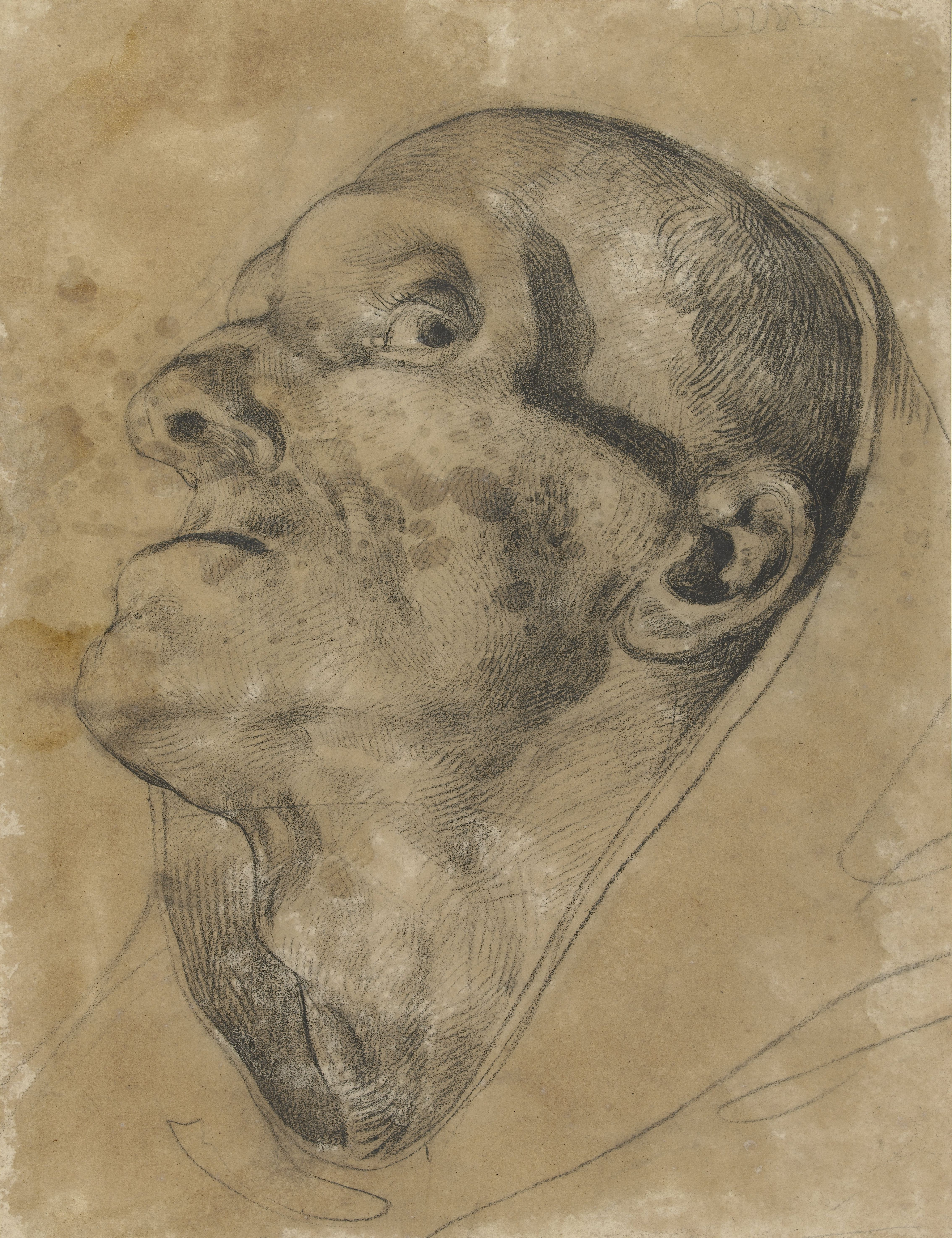
Géricault (?), Tête d'un homme regardant vers le bas, Rijksmuseum